# Carl Friedrich Voigt (Medailleur)

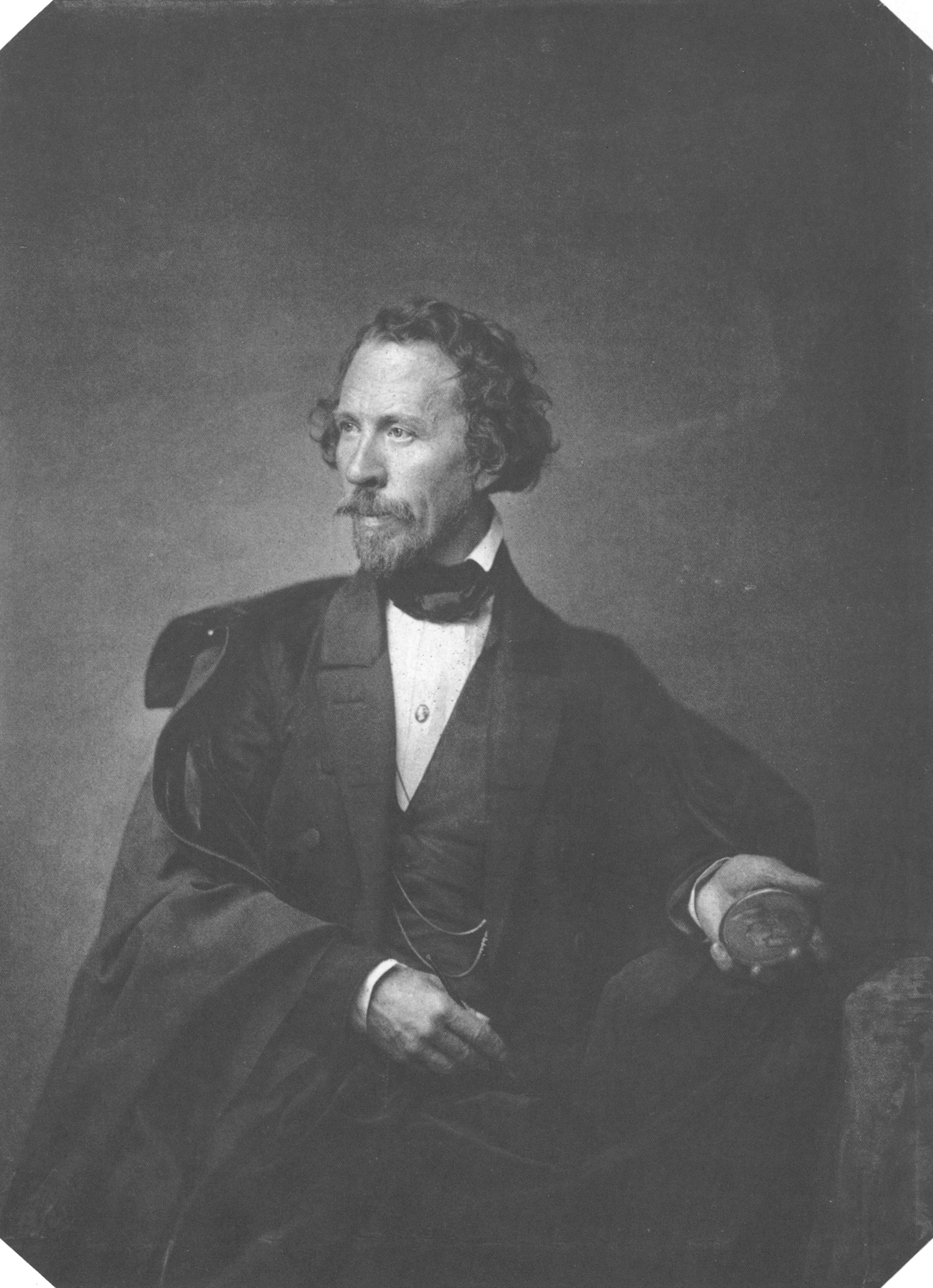
Carl Friedrich Voigt, ca. 1860

Carl Friedrich Voigt (* 6. Oktober 1800 in Berlin; † 13. Oktober 1874 in Triest) war ein deutscher Medailleur, Graveur, Edelsteinschneider und Stempelschneider. Signatur: C. VOIGT; C.V.

## Leben
Voigt arbeitete zunächst bei verschiedenen renommierten Graveuren, unter anderem an der von Daniel Friedrich Loos gegründeten Münzprägeanstalt in Berlin unter Gottfried Bernhard Loos und bei Benedetto Pistrucci in London.
Von 1829 bis 1855 war er Leitender Graveur und Medailleur an der königlich-bayerischen Münzprägestätte (Bayerisches Hauptmünzamt) in München. Er war dort Stempelschneider zahlreicher Münzen des Königreiches Bayern (z. B. für die von König Ludwig I. initiierten Reihe der Bayerischen Geschichtskonventionstaler die Motive „Münze auf den Bayerisch-Württembergischen Zollverein“, 1830/31, „Handelsvertrag zwischen Bayern, Preußen, Württemberg und Hessen 1829“, 1831/32, „Zum Abschluß der Zollvereinigungs-Verträge 1833“, 1833/34, „Beitritt von Baden zum Deutschen Zollverein“, 1835/36; für das von Voigt gefertigte Motiv zum Geschichtstaler „Friedensschluss zu Frankfurt a. M. 10. Mai 1871“, 1871, schnitt der Münchner Medailleur Johann Adam Ries die Gegenseite mit dem Porträt König Ludwigs II.).
Er schuf dort des Weiteren viele Medaillen für die Wittelsbacher und andere deutsche Fürstenhäuser. Zum Beispiel schuf er für eine von König Ludwig II. veranlasste silberne Neuauflage des erstmals 1610 geprägten sogenannten Madonnentalers die Vorlage.
Seit 1832 fertigte er in München auch Münzstempel für den aus dem Hause Wittelsbach stammenden griechischen König Otto I., sowie verschiedene Münzen und Medaillen für den Vatikanstaat (z. B. 1862 zur Wiedereinführung des Peterspfennigs im Jahre 1859).
Eine in der Londoner National Portrait Gallery bewahrte Bronzemedaille Voigts aus dem Jahr 1841 zeigt ein Porträt des britischen Indologen John Borthwick Gilchrist. Aus dem Jahr 1853 stammt eine bronzene Porträtmedaille des italienischen Bildhauers Pietro Teneranis.
Voigt war seit 1830 verheiratet mit der in Rom geborenen Miniaturmalerin M. Teresa Fioroni. Auf seine Ehefrau schuf C. F. Voigt 1845 ein Porträtmedaillon:
Bronzeguss, einseitig, 86 mm. Umschrift: M. TERESA VOIGT G.(eborene) FIORONI - MALERIN <> Kopfbildnis nach links, unten signiert: C. VOIGT 1845.
König Otto von Griechenland verlieh ihm 1836 das silberne Ritterkreuz des Erlöser-Ordens.
Seine Tochter Carolina Voigt war mit dem italienischen Bildhauer Francesco Fabi Altini verheiratet.

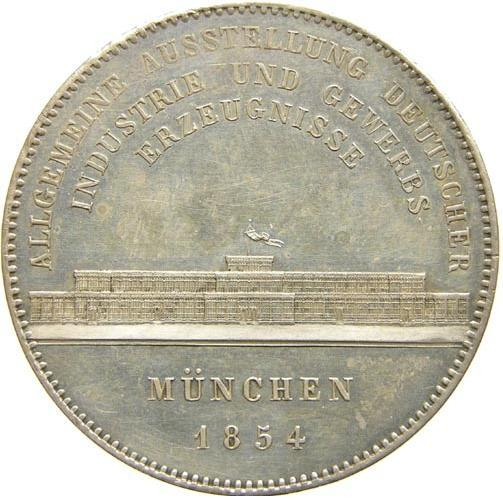
Von Carl Friedrich Voigt geschaffene Gedenkmedaille zur Ersten Allgemeinen Deutschen Industrieausstellung in München, 1854.
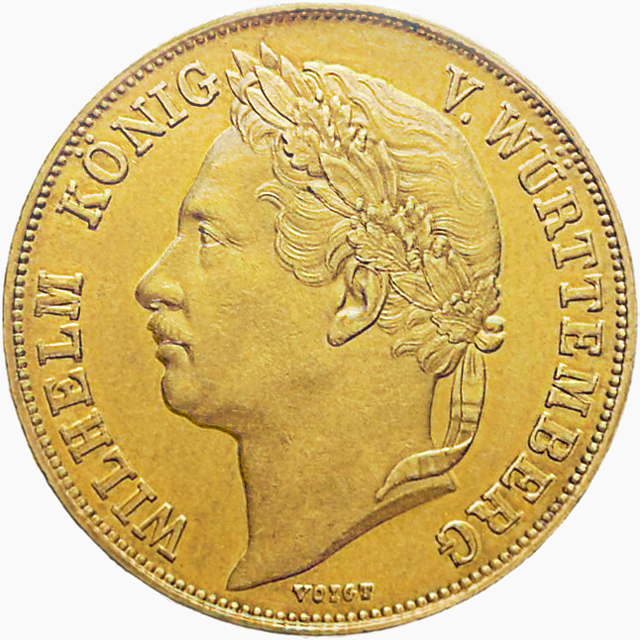
Gulden von 1841 zum 25-jährigen Regierungsjubiläum von König Wilhelm I. von Württemberg.
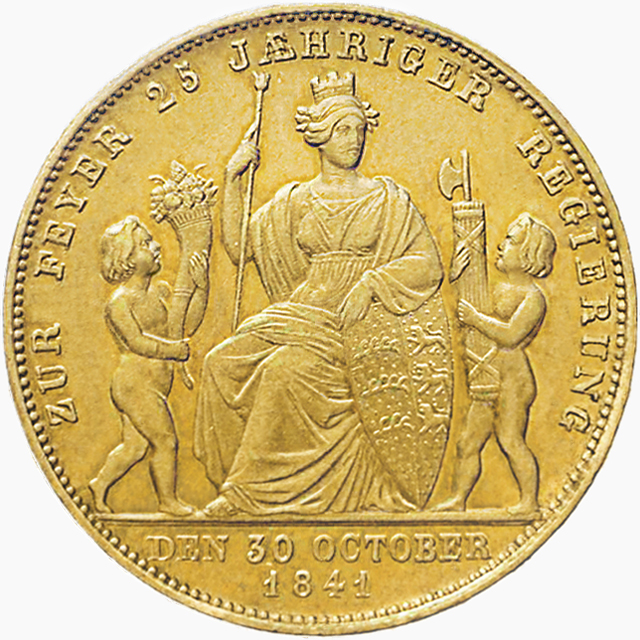
Rückseite: Württembergia.